# Raima
Una raima (de l'àrab rízma, 'feix; bala de drap o teles') és una unitat de mesura per comptar fulls de paper. Concretament, una raima equival a cinc-cents fulls de paper o, de manera equivalent, a vint mans o cent quaderns.
Aquest terme no ha estat homogeni al llarg de la història; també existiren mans de 24 fulls de paper que donaven, doncs, raimes de 480 fulls.